# ナイツ オブ ザ ラウンド
『ナイツ オブ ザ ラウンド』 (Knights of The Round) は、カプコンが開発し、北米では1991年に、日本では1992年に稼働開始したアーケード用ベルトスクロールアクションゲーム。
中世の騎士道物語である『アーサー王物語』（特に『円卓の騎士』）をモチーフにしている。ただし、物語に倣っているのは世界観と登場キャラクター程度となっている。
「第6回ゲーメスト大賞」（1992年度）で年間ヒットゲーム6位を獲得した本作は、後に家庭用ゲーム機に移植された（#評価、#移植版）。

## システム
本作は3人同時プレイ可能で、基本システムとしてボタンとレバーの組み合わせで出せる、大振りやガードなどの技がある。本作ではベルトスクロールアクションによくある掴み技は、プレイヤーキャラクターにはない。
プレイヤーキャラクターは所定の得点に達すると、RPGのように最大LV16までレベルアップする。このときは攻撃力が上がり、容姿が変化して、体力が全回復する。
各ステージには制限時間が設けられている。タイムオーバーで残り人数を1人失う（毎分00秒と30秒、残り10秒に表示）。
同種の敵を連続して倒していくと最大4倍までの倍率がかかる。倍率を持った状態でメガクラッシュでとどめをさすと、1回に限りとどめをさしたボス以外の敵に倍率が入る。一方、普通にプレイしている場合それぞれのプレイヤーが別々の種類の敵を担当して倒していけば容易に高倍率を取ることができ、複数人でプレイしたときの個々のプレイヤーの点数が一人プレイのときの点数より高くなる。

## 技
ガード
武器を構えてガードする。武器を構えられる制限時間があり、制限時間内に敵の攻撃をガードに成功すると一定時間無敵になる。また時間内にガードを解除しないとスタミナ切れで一定時間行動不能となる。
ガード中の操作で、アーサーは飛びのき、ランスロットはバックジャンプ切り、パーシバルは後転が出る。
大振り
隙が大きいが攻撃力が高い。
アッパースイング（アーサーのみ）
振りが速く、ダウンを奪える。
サマーソルトキック（ランスロットのみ）
大振りと同威力。
ダッシュ（パーシバルのみ）
この動作中に「ジャイアントスイング」を出せる。
ジャイアントスイング（パーシバルのみ）
リーチが長い。

## アイテム
馬以外のアイテムは一定時間を過ぎると消滅する。大振りやガード中の操作（アーサーとランスロットのみ）でザコ敵を倒すとアイテムを落としていくことが多い。
得点アイテム
財宝や金袋など。大きなものは攻撃することで分割される。分割した状態で取ると、分割せずに取るより得点が高いが、例外もある。
回復アイテム
食べ物。大きなものは攻撃することで分割される。分割した状態で取ると、分割せずに取るより回復量が高いが、これも例外もある。
杖
レベルアップする。
銀の胸像
残り人数が1人増える。
大きな得点アイテムを攻撃するとまれに出現する。
金の胸像
残り人数が2人増える。
大きな回復アイテムを攻撃するとまれに出現する。
赤の水晶玉
画面上の敵をすべて倒し、倒した敵が得点アイテムを落とす。ボスには無効。
緑の水晶玉
画面上の敵をすべて倒し、倒した敵が回復アイテムを落とす。ボスには無効。
馬の像
馬を呼ぶ。
馬
ジャンプで馬に乗れる。歩きながら攻撃できるのが特徴。ガードが使えないのが欠点。馬によって歩く速度が異なる。
乗馬時、アーサーは大振りの攻撃力が高くなり、ランスロットは武器の振りが早くなる。パーシバルは元々短いリーチが更に短くなるデメリットが出るため、相性が悪い。
乗馬時は向きを変えたり、ジャンプしたり、武器を振りかぶることができる。
また馬から降りると、馬が突進し、画面外に走って行き、いなくなる。

## ストーリー
戦乱の嵐が吹き荒れるイングランドにおいて、未来に王となるべき者しか引き抜くことができないといわれる聖剣エクスカリバーを青年アーサーが引き抜いた。
そして魔術師マーリンはアーサーに「この戦乱の世を治めるには無限の力を持つと言われる聖杯の力を使うより他にない。聖剣を引き抜くことができる者なら聖杯を探し出すことができるであろう」と語る。
かくして、アーサー、ランスロット、パーシバルによる聖杯探索の旅（戦い）が始まった。

### ステージ構成
全7ステージ。
- STAGE 1 戦火の村（制限時間6分）
- STAGE 2 大乱戦（制限時間12分）
- STAGE 3 城砦の攻防（制限時間18分）
- STAGE 4 騎士祭（制限時間6分）
- STAGE 5 遠征（制限時間12分）
- STAGE 6 異国の騎士（制限時間18分）
- FINAL STAGE 王城の決戦（制限時間24分）

## キャラクター

### プレイヤーキャラクター
アーサー (Arthur)
立派な騎士を目指して修行中の剣士。リーチや攻撃力は平均的。ジャンプ攻撃の性能が良い。大振りの振りが遅い。服装はレベルアップで変化する。
ランスロット (Lancelot)
自分が仕えるべき偉大な王を探し求めながら修行の旅をする剣士。リーチが長く振りが速いが、攻撃力が低い。服装はアーサー同様レベルアップで変化する。
パーシバル (Perceval)
優しい心を持つ格闘家。攻撃力が高いが、リーチが短い。ダッシュができる。レベルアップすると装備が増え、LV12以降はスキンヘッドでヒゲ面と容姿が大きく変化する。

### イベントキャラクター
マーリン (Merlin)
デモ画面、ゲーム開始時、エンディングで登場する。

### 敵キャラクター

#### 雑魚キャラクター
ソルジャー (SOLDIER)
短剣を装備。最も弱い敵キャラクター。鉄仮面を被っている者もいるが、攻撃すると簡単に壊れてしまう（SFC版ではこの演出はカットされている）。
ソードマン (SWORD MAN)
武器は巨大な剣だが、リーチは短い。破壊力は強いが、動作が鈍い。
ファットマン (FAT MAN)
ハルバードでの突きはリーチが長く、攻撃力が高い。
マスクマン (MASK MAN)
身軽に動き回り、レイピアでの突きやジャンプ攻撃、ナイフ投げなど多彩な攻撃を駆使する。
スカイウォーカー (SKY WALKER)
マスクマンが昇格しフードと仮面を外した上位戦士（SFC版の説明書より）。マスクマンよりも攻撃力が高い。
バードマン (BIRD MAN)
鳥の顔のような形の兜の兵士。手斧と盾を装備。盾でのガードが堅くリーチも長いが、カウンターは使ってこない。
バスター.S (BUSTER.S)
ガードからのジャンプ攻撃が強力。後に回り込もうとすることも多い。馬に乗ることができる。
バスター.F (BUSTER.F)
バスター.Sの色違い。バスター.Sのジャンプ攻撃が強化されたもの。
バスター.D (BUSTER.D)
バスター.Sの色違い。この敵が攻撃を受けると炎を起こして消える。
マジシャン (MAGICIAN)
魔法の炎を投げる攻撃と、瞬間移動からの掴み投げを使う。
バーバリアン (BARBARIAN)
主な武器は曲刀だが、登場時に弓で攻撃してくることもある。動きが素早い。盾を装備しガードも行う。本来は争いを好まないが、敵軍に無理矢理従わされて戦いに参加している（SFC版の説明書より）。
マッドタイガー (MAD TIGER)
飛びかかり攻撃や、噛み付いて投げる技を使う。耐久力は低い。
バッドファルコン (BAD FALCON)
足に掴んだ短剣で攻撃してくる。一撃で倒せる。スカイウォーカーが呼び出してくる個体もある。
トールマン (TALL MAN)
スコーンの色違いで同じ性能の雑魚。STAGE 3以降から登場する。

#### ボスキャラクター
スコーン (SCORN)
STAGE 1のボス。戦いをゲーム感覚で楽しむ騎士。リーチの長い斬り付け攻撃、武器にプレイヤーを引っ掛けての投げ、ガードからのカウンター攻撃などを使う。攻撃の前兆モーションとして嘲笑して挑発してくる。
ブラフォード (BRAFORD)
STAGE 2のボス。2本の剣を装備。馬に乗っているときは衝撃波の遠距離攻撃を使う。馬から降りると突進攻撃や飛び蹴りを仕掛けてくる。敵の起き上がりに近づくと、周囲を剣でなぎ払うようにして衝撃波を巻き起こす攻撃を使ってくる。時たま特徴的な勝鬨のアピールをしてくる。
アーロン (ARLON)
STAGE 3のボス。本作の最終ボスであるガリバルディの弟。ガードが堅く、武器のメイスを振り回すほかにジャンプ攻撃や突進攻撃も行ってくる。また、ジャンプして着地時に周囲に衝撃波を巻き起こす攻撃も使う。
ファントム (PHANTOM)
STAGE 4のボスおよびFINAL STAGEの中ボス。スカイウォーカーと同じ攻撃の他に、残像を発生しながらの高速移動や曲線状に武器を投げる攻撃、ジャンプして着地時に全周に炎を走らせる攻撃など、多彩な攻撃を駆使してくる。
バルバロス (BALBARS)
STAGE 5のボス。間合いが遠いとジャンプ攻撃を使い、近いとハンマーの叩きつけ攻撃やつかみ技を行う。威力の低い攻撃を当ててものけぞらない。
ムラマサ (MURAMASA)
STAGE 6のボス。日本風の甲冑を装備。近距離での振りが速いため連打攻撃が効かない。こちらからの攻撃をガードし、刀での斬り付けや突進攻撃を行う。また妖術を使い、周囲に炎を発生させたり、火の雨を降らす攻撃をしてくる。時々手を合わせて合掌するモーションも見せる。
アイアンゴーレム (IRON GOLEM)
FINAL STAGEの道中に現れる中ボス。一定時間おきに手前の鎖鉄球を飛ばし、次に多数の小さい鉄球を降らす。攻撃すると反応して、奥の鎖鉄球を頭上に落としてくる。
ガリバルディ (GARIBALDI)
最終ボス。アーロンと同じ攻撃に加えて、魔法の指輪から出る衝撃波や炎などの遠距離攻撃を多く使う。
最初は馬に乗って現れ、ある程度ダメージを与えると馬から降り、仮面を落とす（SFC版では最初から馬から降りた状態で登場）。落とした仮面は、取ると体力が回復する。全ボスの中で最多の体力量を誇る（2列全快）。

## 移植版
| No. | タイトル                                                               | 発売日                                                    | 対応機種                                              | 開発元   | 発売元   | メディア             | 型式                             | 売上本数 | 備考                   |
| --- | ---------------------------------------------------------------------- | --------------------------------------------------------- | ----------------------------------------------------- | -------- | -------- | -------------------- | -------------------------------- | -------- | ---------------------- |
| 1   | ナイツ オブ ザ ラウンド                                                | 1994年4月 1994年6月10日 1994年                            | スーパーファミコン                                    | カプコン | カプコン | ロムカセット         | SNS-LO-USA SHVC-LO SNSP-LO-EUR   | -        |                        |
| 2   | Capcom Classics Collection Vol. 2                                      | 2006年11月24日 2007年4月11日 2007年4月13日                | PlayStation 2 Xbox                                    | カプコン | カプコン | DVD-ROM              | PS2: SLUS-21473 SLES-54561       | -        | Xbox版は北米のみの発売 |
| 3   | カプコン クラシックス コレクション Capcom Classics Collection Reloaded | 2006年9月7日 2006年10月24日 2006年11月10日 2006年11月16日 | PlayStation Portable                                  | カプコン | カプコン | UMD                  | ULJM-05104 ULUS-10134 ULES-00377 | -        |                        |
| 4   | Capcom Beat 'Em Up Bundle カプコン ベルトアクション コレクション       | 2018年9月18日 2018年9月20日                               | Nintendo Switch PlayStation 4 Xbox One                | カプコン | カプコン | ダウンロード         | -                                | -        | ダウンロード版         |
| 5   | Capcom Beat 'Em Up Bundle                                              | 2018年10月10日                                            | Windows                                               | カプコン | カプコン | ダウンロード (Steam) | -                                | -        |                        |
| 6   | カプコン ベルトアクション コレクション                                 | 2018年12月6日                                             | Nintendo Switch PlayStation 4                         | カプコン | カプコン | DVD-ROM              | NS:LA-H-APH8A-JPN                | -        | パッケージ版           |
| 7   | カプコンアーケード2ndスタジアム Capcom Arcade 2nd Stadium              | 2022年7月22日                                             | Nintendo Switch PlayStation 4 Xbox One Windows(Steam) | カプコン | カプコン | ダウンロード         | -                                | -        |                        |

スーパーファミコン版
各キャラクターのリーチやスピードなどがアーケード版とは異なる。2人同時プレイまでしかできない。コンティニューは2人同時プレイを含めて9回まで。
1994年6月10日発売。
PlayStation Portable版
アーケード版をほぼ忠実に再現。
2006年9月7日発売。
Nintendo Switch、PlayStation 4、Xbox One、Steam版
2018年9月20日配信。

## スタッフ
- ゲーム・デザイン：BOYOYON、HACHI、K.SUKE、NIS 7
- オブジェクト・デザイン：IKUSAN Z.（中山郁夫）、TANUKI（西尾仁志）、INOMUSHI、JUN（松村淳）、SHO（岡野正衛）
- スクロール・デザイン：FUKUMOYA（福本容子）、POOH!、KYOCHAN（京谷有紀）、MARCHAN
- 音楽：OYAJI（阿部功）
- プログラム：AYRTON TSUNA!!（綱崎裕三）、HERO HERO、CKY

## 評価
アーケード版
ゲーム誌『ゲーメスト』誌上で行われていた「第6回ゲーメスト大賞」（1992年度）において、年間ヒットゲーム6位、プレイヤー人気6位を獲得した。
ゲーム誌『Sinclair User』では、『ゴールデンアックス』を楽しめたなら本作も楽しめるだろうとして78点（満100点）のスコアを与えた。Allgameのアンソニー・ベーズは「いくつかのクールな神話的なキャラクターを備えた難しいアーケードゲーム」だと呼んだ。
スーパーファミコン版
ゲーム誌『ファミコン通信』の「クロスレビュー」では、7・6・7・6の合計26点（満40点）。レビュアーは「レベルアップすると装備が立派になっていくのが、ちょっと新しいしうれしい」とゲームシステムに関して肯定的な評価を下している。
ゲーム誌『ファミリーコンピュータMagazine』の読者投票による「ゲーム通信簿」での評価は以下の通り20.8点（満30点）となっている。
| 項目 | キャラクタ | 音楽 | お買い得度 | 操作性 | 熱中度 | オリジナリティ | 総合 |
| 得点 | 3.8        | 3.4  | 3.2        | 3.5    | 3.6    | 3.2            | 20.8 |

ゲーム誌『GamePro』では、スプライトの品質を高く評価したがハックアンドスラッシュの戦闘に特に焦点を当てて「遅い反復的なゲームプレイで概ね少しずつ進む」とした。
ゲーム誌『電撃スーパーファミコン』の「新作チェッカー'94」では6、5、6、7の24点。レビュアーは武器を振り回して敵を倒すのは爽快、内容が分かりやすくメーカーが同じファイナルファイトに似た操作も簡単、サウンドやグラフィックはアーサー王らしく特に敵の重装歩兵は鎧がしびれるくらい格好いい、ゲーム初心者向けには無難な出来でそつなく遊べそれなりにエキサイトできるが、結構派手な技が見られるわけでもなく凝った作りのフィールドもなくよくあるアクションゲームで慣れていると退屈で興奮出来たりこれだという決定的な魅力に欠ける、6点をつけた1人は奥行きのあるファイナルファイト風アクションゲームが個人的に嫌いでグラフィックが同じ本格的シミュレーションゲームならよかったとした。